# Lost River (film)
Pour les articles homonymes, voir Lost River.
Pour plus de détails, voir Fiche technique et Distribution.
Lost River ou Rivière perdue est un thriller néo-noir américain coproduit, écrit et réalisé par Ryan Gosling et sorti en 2014. Il s'agit du premier long-métrage de Ryan Gosling en tant que réalisateur.

## Synopsis
Billy est mère célibataire. Elle habite avec ses deux enfants, Bones et Franky, un adolescent et un très jeune garçon, dans une ville proche de l'évanescence. Elle risque l'expulsion de sa maison si elle ne parvient pas à rembourser ses prêts. Le nouveau directeur de sa banque, Dave, lui propose un emploi, qu'elle n'accepte pas immédiatement.
De son côté, Bones arpente les ruines des alentours pour récolter du métal à revendre, mais un homme cruel, Bully, s'autoproclame maître des lieux et lui fait comprendre que personne d'autre que lui ne peut exploiter les éventuelles richesses des lieux abandonnés et lui voler le cuivre qu'il a récolté dans un immeuble. Plus tard, Bones s'introduit sur le territoire de Bully pour reprendre son bien. Dans sa fuite, il trouve un lac artificiel, sombre et inquiétant, dans lequel s'enfonce une route qui mène à une mystérieuse ville engloutie. Pendant ce temps, Billy finit par accepter le job proposé par Dave, sans vraiment savoir ce dont il s'agit. Elle se retrouve alors dans une salle de spectacle où des jeunes femmes se produisent dans des numéros macabres.
Bones se rapproche progressivement de sa voisine, Rat, qui vit avec sa grand-mère. Rat raconte que la création du réservoir a provoqué une malédiction qui explique la situation catastrophique des environs et qu'il faut ramener un morceau de la ville engloutie pour mettre fin à cette malédiction.

## Fiche technique
Sauf indication contraire, les informations mentionnées dans cette section peuvent être confirmées par la base de données cinématographiques IMDb,  présente dans la section « Liens externes ».
- Titre original : Lost River
- Titre québécois : Rivière perdue
- Titre de travail : How To Catch A Monster
- Réalisation : Ryan Gosling
- Scénario : Ryan Gosling
- Décors : Beth Mickle
- Direction artistique : Erick Donaldson
- Costumes : Erin Benach
- Montage : Valdís Óskarsdóttir, Nico Leunen
- Musique : Johnny Jewell
- Photographie : Benoît Debie
- Production : Ryan Gosling, David Lancaster, Michel Litvak, Marc Platt, Adam Siegel et Jeffrey Stott
- Sociétés de production : Bold Films, Marc Platt Productions et Phantasma
- Sociétés de distribution :  Warner Bros.,  The Jokers / Le Pacte
- Pays d’origine :  États-Unis
- Langue originale : anglais
- Durée : 95 minutes (version exploitée en salles) / 112 minutes (version présentée au Festival de Cannes[1])
- Format : couleur - 2,35:1
- Genre : thriller néo-noir
- Dates de sortie[2] : 
  - France : 20 mai 2014 (Festival de Cannes 2014 - section Un certain regard[3]) ; 8 avril 2015 (sortie nationale)
  -  États-Unis : 10 avril 2015 (sortie limitée)

## Distribution
- Christina Hendricks (VF : Sybille Tureau) : Billy
- Iain De Caestecker (VF : Arnaud Laurent) : Bones
- Saoirse Ronan (VF : Camille Gondard) : Rat
- Matt Smith (VF : Anatole de Bodinat) : Bully
- Ben Mendelsohn (VF : Jérôme Pauwels) : Dave
- Eva Mendes (VF : Nathalie Karsenti) : Cat
- Reda Kateb (VF : lui-même) : un chauffeur de taxi
- Barbara Steele : Belladonna
- Rob Zabrecky (VF : Thierry Gondet) : Silver
- Thomas McDonald (VF : Philippe Ariotti) : Skip
- Larry Mongo (VF : Christian Pelissier) : Larry
- Aris Costner (VF : Michèle Bardollet) : Marylou

 Source et légende : version française (VF) sur RS Doublage et selon le carton du doublage français sur le DVD zone 2.

## Production

### Genèse et développement

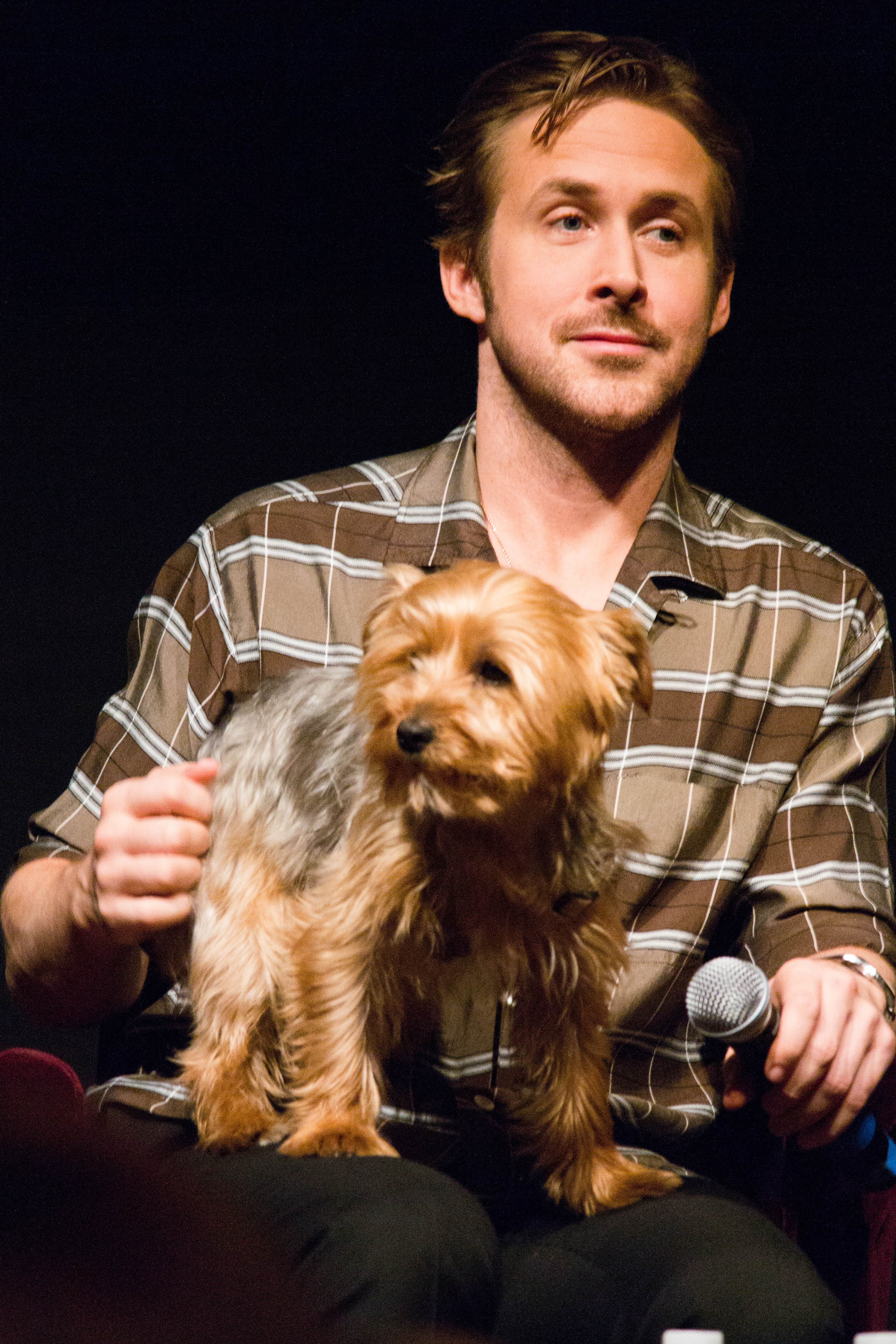
Le scénariste et producteur Ryan Gosling, en promotion du film, en avril 2015.

En 2011, alors qu'il tourne le thriller politique Les Marches du pouvoir de George Clooney, Ryan Gosling arpente les rues de Détroit, où il filme notamment des immeubles à l'abandon avec une caméra numérique achetée pour l'occasion. Cette « curiosité » lui vaudra d'être arrêté par la police locale, qui le prend pour un voleur de cuivre. L'acteur-réalisateur explique : « Je ne suis pas fier d'avoir été arrêté, mais ça m'a donné une idée majeure pour le personnage principal ». Ainsi, au début du film, Bones vole du cuivre dans des immeubles abandonnés où il est surpris par Bully (Matt Smith). Certains des plans filmés par Gosling avant son arrestation figurent dans le générique du film.
Ryan Gosling explique avoir été notamment influencé par deux réalisateurs avec lesquels il a travaillé, Derek Cianfrance et Nicolas Winding Refn : « En tant qu’acteur, je suis passé des films ancrés dans le réel de Derek Cianfrance à l’imaginaire de Nicolas Winding Refn. Je pense que j’ai oscillé entre ces deux extrêmes parce que ma propre sensibilité de réalisateur se situe quelque part entre les deux ». Par ailleurs, il avoue s'être également inspiré des films fantastiques populaires des années 1980 qui ont marqué son enfance : « J’ai passé ces références au prisme de la sensibilité que j’ai acquise depuis en matière de cinéma. Partant de là, l’histoire de Lost River a commencé à se dessiner sous la forme d’un sombre conte de fées, avec la ville dans le rôle de la demoiselle en détresse, et des personnages semblables aux morceaux d’un rêve brisé, qui essayent de se reconstruire ». L’idée lui vient aussi directement de son enfance et d'un souvenir qui l'a longtemps hanté : enfant il est tombé sur une route qui menait tout droit à un fleuve. Sa mère lui explique alors qu’il y avait une ville au fond de l’eau : « La ville où j’ai grandi était sur le tracé de la voie maritime du Saint-Laurent. Des promoteurs ont aménagé un canal permettant à de gros bateaux de naviguer de l’Atlantique jusqu’aux grands lacs, en inondant plusieurs villes et villages sur leur chemin ».

### Attribution des rôles
Karen Black devait tenir le rôle de Belladonna, mais l'actrice est décédée le 8 août 2013. Le rôle est alors repris par Barbara Steele.
Ryan Gosling dirige ici Christina Hendricks, qu'il avait croisé dans Drive (2011) : « J’étais très impressionné par le degré de détails et de pathos qu’elle avait réussi à insuffler à son personnage dans Drive. Même si elle n’était présente que dans quelques scènes, je l’ai vue apporter un vécu et une authenticité qui n’étaient pas présents dans le scénario ». De plus, Ryan Gosling retrouve Ben Mendelsohn et Eva Mendes (sa compagne) avec qui il avait tourné The Place Beyond the Pines (2013).
Ryan Gosling n’a pas voulu tenir un rôle dans son film : « Cela n’aurait pas été très responsable de ma part, car le film est assez ambitieux (…) J’avais déjà fort à faire en réalisant le film, je me suis dit qu’il valait mieux me concentrer là-dessus ».
L'acteur français Reda Kateb tient un petit rôle dans le film. Ryan Gosling l'a choisi après l'avoir vu dans Un prophète et Zero Dark Thirty. Reda Kateb déclare : « J’ai aussi aimé qu’il me propose ce personnage d’homme bienveillant, protecteur, différent des rôles dans lesquels il m’avait connu ».

### Tournage
Le tournage a eu lieu à Détroit dans le Michigan. Ryan Gosling a choisi cette ville pour son allure de ville fantôme. Détroit a été fortement touchée par la crise économique de 2008. Certains quartiers sont aujourd’hui complètement en ruine et presque déserts. Le réalisateur déclare : « Il y a encore beaucoup d’espoir là-bas. Il y a une conscience collective formidable à Détroit, elle mériterait qu’on s’en inspire. Ce qu’elle a été et ce qu’elle sera à nouveau un jour, demeure toujours vivace aujourd’hui. Je savais qu’il fallait que je fasse quelque chose là-bas ».
Ryan Gosling a choisi le directeur de la photographie belge Benoît Debie car il est un grand fan de son travail avec Gaspar Noé, notamment Enter the Void (2010).

## Sortie
Le film est présenté pour la première fois le 20 mai 2014 au Festival de Cannes 2014, dans la section Un certain regard, avec le titre How To Catch A Monster.
En décembre 2014, Warner Bros. annonce que le film ne sortira pas dans les salles américaines, à la suite de son accueil mitigé à Cannes. Finalement, le film connaitra une sortie limitée à partir du 10 avril 2015.

## Autour du film
Ce film est la première réalisation de Ryan Gosling et le dernier de l'actrice Eva Mendes.

## Distinctions

### Nominations et sélections
- Festival de Cannes 2014 : sélection « Un certain regard » et en compétition pour Caméra d'or